# Дух часу
«Дух часу: Фільм» (англ. Zeitgeist: The Movie) — документальний фільм, американського режисера Пітера Джозефа, в якому зазнає критики християнство, офіційна версія подій 11 вересня 2001 року, Федеральна резервна система США, а також стверджується, що група банкірів маніпулює засобами масової інформації і світовою валютною системою з метою створення єдиного світового уряду.
Офіційна прем'єра фільму відбулася 18 червня 2007 року на ZeitgeistMovie.com

## Історія фільму
«Дух часу» вперше було випущено 26 червня 2007 року, практично відразу він став найпопулярнішим за переглядами відео на відео сервісах. Фільм було перекладено багатьма мовами: арабською, болгарською, іспанською, італійською, китайською, німецькою, норвезькою, польською, португальською, російською, сербською, словацькою, французькою, японською тощо. У 2008 році «Дух часу» одержав нагороду V щорічного кінофестивалю «Активіст».
У жовтні 2008 року вийшло продовження фільму «Дух часу: Додаток».

## Структура

### Частина перша: Велика історія
Перша частина оцінює історичний зміст Біблії. Відповідно до думки авторів Ісус — алегоричний персонаж; Біблія базується на астрологічних принципах, які існували в багатьох древніх цивілізаціях задовго до появи Ісуса Христа. Автор проводить паралель між ранніми цивілізаціями, які персоніфікували Сонце як бога, а 12 сузір'їв, по яких сонце подорожує небосхилом в різні періоди часу, з Ісусом і його 12 учнями. У першій частині фільму також приводяться деякі доводи на користь язичницького походження сучасного християнства й символу хреста. Крім того, приводиться теорія, що «всесвітнє прийняття» Християнства мало під собою бажання Рима встановити свою владу як в Європі, так і в інших частинах світу.

### Частина друга: Глобальний сценарій
Друга частина документального фільму «Дух часу» стверджує, що події 11 вересня 2001 року були сплановані урядом США, щоб збудити масові хвилювання для виправдання початку війни в Іраку та Афганістані, щоб урізати цивільну волю американського населення, створивши законопроєкт про тероризм, і створити прецедент для оголошення війни під одним приводом — боротьби із глобальним тероризмом. Як і багато інших фільмів про приватні розслідування подій 11 вересня 2001, «Дух часу» розглядає теорію, що льотчики, що захопили досвідчений і підготовлений персонал літаків за допомогою одних тільки канцелярських ножів, були агентами, якимось чином пов'язаними з урядом США. Катастрофа Всесвітнього торгового центра була заздалегідь підготовлена: ще до зіткнення літаків, центральні колони ВТЦ були оснащені вибухівкою, котра після зіткнення літаків з хмарочосами була активована і як результат перерізала їх під кутом, що привело до їх повного обвалення зі швидкістю вільного падіння.

### Частина третя: Люди за завісою
Третя частина фільму розповідає про те, як декілька банкірів (Джон Морган, Джон Рокфеллер та інші) на початку XX століття об'єднали свої зусилля, бажаючи створити картель, завдяки якому вони могли б контролювати й володіти всіма фінансовими ресурсами США, тим самим здобувши панування над світом. Ця група використовувала свої фінансові ресурси й особисті зв'язки, щоб створити в суспільстві фінансову паніку й скористатися цим для усунення конкуренції в особі незалежних банків. У третій частині також лунають заяви про те, що ФРС США й ЦБ США було створено у шахрайський спосіб заради єдиної мети — вкрасти багатство націй та контролювати військові, політичні й культурні події для особистої фінансової вигоди, що, на думку автора фільму, у підсумку призведе до створення на планеті єдиної держави, в якій чільну роль відіграватиме олігархія.

## Критика
У статті «Beauty Is Truth», опублікованій у газеті The Stranger, автор Пол Констент заявив, що фільм «заснований виключно на непідтверджених відомостях». Рецензія «Інтернет-ідіотизм: нова пандемія» в Arizona Daily Wildcat називає фільм «інтернетною нісенітницею» і говорить, що «дотепні висловлювання, тактика залякування і незворушна, наполеглива манера дозволяє переконати публіку, яка нічого не підозрює».
На думку автора The Gauntlet Джордіна Марселлуса, іронія полягає в тому, що фільм намагався змусити глядача задуматися про власний досвід і відкинути чужі авторитети, але всупереч цьому «багато хто наосліп йшов за документальним фільмом, не зробивши власного дослідження». Творці фільму постаралися «прикрасити незручні факти», і що «для фільму, який виступає проти обману, надто багато обману використано під час його створення».